# Marta Volpiani
Marta Volpiani Covre Salomão (Votuporanga, 9 de abril de 1957) é uma atriz e dubladora brasileira. É famosa por dar a voz a personagem Dona Florinda na série Chaves e aos demais personagens da atriz mexicana Florinda Meza.
Foi indicada ao Prêmio Yamato de 2006 na categoria Melhor Dubladora de Protagonista por seu trabalho como a Dona Florinda, na redublagem de Chaves feita na época.
Atuou em novelas como O Profeta e O Espantalho na extinta TV Tupi, Cavalo Amarelo na Band; Solar Paraíso, Destino, A Leoa, O Anjo Maldito e Vida Roubada , todos no SBT, antiga TVS, muito tempo depois atuou em Por Amor e Ódio e Câmera Café. No Cinema esteve em A Noite dos Imorais, Belinda dos Orixás na Praia dos Desejos e As Trapalhadas de Dom Quixote e Sancho Pança.